# Степан Гречаний
Степан Прокопович Гречаний (Потребич-Гречаний) (†1697) — український державний та військовий діяч в добу Гетьманщини, генеральний писар Війська Запорізького, полковий суддя Гадяцького полку.

## Біографія
В 1649 Степан Гречаний був записаний реєстровим козаком сотні Костенкової, Корсунського полку, причому він написаний в реєстрах поруч з сотником, але в 1663-1665 роках він був уже генеральним писарем і гетьман Брюховецький брав його з собою в 1665 році в Москву.
Самійло Величко, згадуючи у своєму «Літописі» про Івана Самойловича, підкреслив визначальну роль у його просуванні щаблями військової кар'єри Степана Гречаного.

## Служба
У 1676 році був полковим суддею Гадяцького полку. Посада гадяцького судді явно не відповідала тій послузі, яку зробив Степан Гречаний свого часу гетьманові Івану Самойловичу. Саме через те в чолобитній у Москву зустрічаємо кілька звинувачень на адресу останнього, автором яких був, безперечно, колишній генеральний писар:
| «Степана Гречаного, судью гадяцкого, без ведома и изволения госу-дарского, к королевскому величеству с тем посылал, чтоб Мигула, именующийся на той там стороне гетманом, с его войском самовольным не держал, а себя на всякую службу быть готовым с Войском Запорожским обещал, просил при том, чтоб ему позволил по тех мест владеть, города осадив пока Хмельницкий владел» |
| «...тому Гречаному, к королевскому величеству посыланному, о тех землях и о Посожеких селах, сверх договоров мирных, упоминать велел» |
Іван Мазепа з перших днів гетьманування залучив старшину до кола своїх довірених і відразу після Коломака доручив йому ряд важливих завдань, пов'язаних з приверненням на гетьманський бік війська, яке не брало участі у виборах.
Невдовзі склав із себе повноваження гадяцького судді, бо завдяки гетьману набув статусу значного військового товариша. На ранг він у 1688—1689 роках отримав три села, що відразу значно поліпшило його матеріальні статки.

## Земельні володіння
У 1689 Степан Гречаний просив царів дати підтверджувальну грамоту на його маєтності. За царською грамотою від 20 вересня 1690 села, надані раніше Іваном Мазепою, надбані старшиною млини переходили в довічне користування Гречаних. З цього ж документа дізнаємося, що Степан Гречаний був учасником як Чигиринських, так і обох Кримських (1687, 1689) походів.
Через брак документальних джерел подальші сліди цього старшини губляться.
У жовтні 1689 генеральний писар Василь Кочубей виїхав у Гадяцький полк, аби владнати конфлікт за суперечні поля між селами. У своєму звіті він писав:
| «За моєю пропозицією згідно й одноголосно приговорено й постановлено, щоб ті межі та границі було держано, як чинив перед цим за указом старших небіжчик пан Стефан Гречаний з товаришами». |
Отже, незадовго до перевірки Кочубея значний військовий товариш помер.
Іван Мазепа наблизив до себе його сина Якова, який став фактично скарбником у гетьманській резиденції.